# Escola de Aplicação Professor Chaves
A Escola de Aplicação Professor Chaves, fundada no ano de 1995, localiza-se em Nazaré da Mata e abrange o Ensino Fundamental II e o Ensino Médio, é uma escola pernambucana que está vinculada com o Governo do Estado e a Universidade de Pernambuco (UPE). Ela está localizada, no antigo prédio da Faculdade de Formação de Professores de Nazaré da Mata.
No IDEB de 2011 a Escola de Aplicação Professor Chaves conseguiu a sexta colocação em Pernambuco.